# La sfida di Zorro
La sfida di Zorro (The Sign of Zorro) è un film del 1958 diretto da Norman Foster e Lewis R. Foster. È un film di montaggio ricavato da otto episodi della serie televisiva Zorro (1957), all'epoca ancora inedita all'estero. Fu seguito l'anno successivo da La rivincita di Zorro, ottenuto montando altri sei episodi della prima stagione.

## Trama
Don Diego de la Vega, rampollo della famiglia più ricca della California, fa ritorno in patria dopo un lungo periodo di studio in Spagna; il giovane, richiamato dal padre per risolvere problemi di stato, viene a sapere che il suo popolo è tiranneggiato dal giovane Capitano Enrique-Sanchez Monastario, un astuto e perfido ufficiale che usa il suo potere per scopi personali. L'assistente del comandante è il sergente Demetrio Lopez Garcia, un sottoufficiale molto corpulento, amico di don Diego. Sebbene Garcia sia un uomo buono, non può ribellarsi al suo superiore, in quanto è stato nominato legittimamente.
Ad aiutare il giovane Diego è il servo muto Bernardo, che finge di essere anche sordo in modo da fare la spia senza che i nemici abbiano da sospettare. Sapendo di non poter sconfiggere apertamente Monastario e le sue truppe, Diego si finge un innocente studioso e uno spadaccino incapace per non destare sospetti e, grazie ad un passaggio segreto collegato alla sua casa, il veloce e fedele cavallo Tornado e un costume nero che funge da travestimento, adotta l'identità segreta di Zorro, un fuorilegge amico del popolo e spadaccino imbattibile che sconfigge i prepotenti umiliandoli e capace di rivendicare la libertà degli altri.
Come prima impresa Zorro libera Ignacio Torres (un vicino dei de la Vega che aveva osato protestare contro l'ingiustizia del comandante e arrestato da quest'ultimo per tradimento) e gli consiglia di recarsi subito dal governatore di Monterey per ottenere giustizia. Monastario, per screditare Zorro agli occhi di tutti, organizza due rapine servendosi di un impostore, che tuttavia verrà scoperto e battuto dal vero Zorro nel primo caso, e da Diego nel secondo caso. Dopo il secondo scontro con l'impostore, Monastario capisce che don Diego e Zorro sono la stessa persona e lo arresta in occasione della visita del viceré; questi si rivela un amico di Diego, convinto che egli non possa essere un criminale. Il comandante non riesce tuttavia a dimostrare che Diego sia Zorro, e viene arrestato perché riconosciuto colpevole dei suoi crimini. Il sergente Garcia diventa il comandante provvisorio su ordine del viceré.

## Produzione
Il film è principalmente composto da scene tratte dai primi 13 episodi della serie televisiva, che costituiscono il primo arco narrativo della serie e vedono il capitano Monastario come antagonista principale di Zorro. Dovendo riassumere 13 episodi in un solo film, sono stati saltati interamente gli episodi dal 2 al 5 e l'episodio 10, sebbene una breve scena d'azione dell'episodio 2 sia stata utilizzata per sostituire una simile scena d'azione dell'episodio 8.
L'ordine di alcune scene nel film è occasionalmente diverso dall'ordine in cui le stesse scene appaiono negli episodi della serie televisiva, e inoltre sono presenti delle brevi scene tratte da episodi seguenti al numero 13. La frase finale di Zorro del primo episodio è stata ridoppiata in modo che l'eroe mascherato consigli a Torres di recarsi dal governatore di Monterey e non alla missione di San Gabriel, dato che tutte le scene di Torres alla missione si trovano in episodi non inclusi nel film. La sincronia tra le musica e le varie scene è stata in alcuni casi modificata per adattarsi al nuovo montaggio.
Infine, nel film sono presenti numerose scene inedite, una delle quali è stata poi riutilizzata nell'ultimo episodio della seconda stagione della serie televisiva.
Di seguito sono elencati gli episodi da cui provengono le scene incluse nel film:
- Episodio 1: Arriva Zorro
- Episodio 6: Zorro salva un amico
- Episodio 7: La trappola di Monastario
- Episodio 8: La cattura di Don Alejandro
- Episodio 9: Un processo giusto
- Episodio 11: Una trappola per Zorro
- Episodio 12: Il furto della corona
- Episodio 13: L'emissario del re

In alcuni casi quasi tutte le scene di un episodio appaiono nel film, mentre in altri casi solo poche scene sono state incluse.

## Distribuzione

### Data di uscita
Le date di uscita internazionali sono state:
- 18 novembre 1958 in Giappone (快傑ゾロ)
- 15 dicembre nel Regno Unito
- 3 aprile 1959 in Germania Ovest (Zorro räumt auf)
- 5 aprile in Svezia (Zorros märke)
- 8 aprile in Francia (Signé Zorro)
- 15 maggio in Italia
- 7 agosto in Irlanda
- 20 agosto in Australia
- 19 ottobre in Danimarca (Zorro, den sorte rytter)
- 1960 in Brasile (O Signo do Zorro)
- 1º gennaio 1960 in Uruguay
- 28 aprile in Messico (Zorro, el vengador)
- 11 giugno negli Stati Uniti
- 13 ottobre a Hong Kong
- 2 dicembre in Finlandia (Zorro taistelee jälleen)

### Edizione italiana
L'edizione italiana è a cura di Roberto De Leonardis e il doppiaggio fu eseguito negli stabilimenti Fono Roma con la partecipazione della C.D.C., con un cast quasi completamente diverso da quello che avrebbe poi doppiato la serie; l'unico doppiatore che sarebbe tornato nel proprio ruolo è infatti Carlo Romano. Come nella prima edizione italiana della serie, il nome di don Alejandro è italianizzato in Alessandro. Inoltre il licenciado Piña viene chiamato "avvocato Pina".